# Championnat du monde de Formule 1 1971
Navigation
1970 1972
Le championnat  du monde de Formule 1 1971 a été remporté par le Britannique Jackie Stewart sur une Tyrrell-Ford. Tyrrell remporte le championnat du monde des constructeurs.

## Règlement sportif
- L'attribution des points s'effectue selon le barème 9, 6, 4, 3, 2, 1.
- Seuls les cinq meilleurs résultats des six premières manches et les quatre meilleurs résultats des cinq dernières manches sont retenus.

## Règlement technique
- Moteurs atmosphériques : 3 000 cm³
- Moteurs suralimentés : 1 500 cm³

## Principaux engagés
- Impressionnante lors de la fin de saison 1970, la Scuderia Ferrari fait figure de favorite avec sa 312 B2 due au coup de crayon de l'ingénieur Mauro Forghieri. Jacky Ickx et Clay Regazzoni en restent les pilotes titulaires tandis que l'Américain d'origine italienne Mario Andretti viendra ponctuellement les épauler en fonction de sa disponibilité (Andretti donne la priorité à ses engagements aux États-Unis).
- Après des débuts prometteurs, on attend beaucoup de la jeune équipe Tyrrell qui n'a pas changé son duo de pilotes, Jackie Stewart faisant toujours équipe avec l'espoir français François Cevert.
- Lotus, championne en titre durement éprouvée l'année précédente par la mort de Jochen Rindt, mise sur la jeunesse d'Emerson Fittipaldi et du Suédois Reine Wisell.
- L'équipe BRM s'est séparée de Jackie Oliver et, pour épauler le fougueux Pedro Rodríguez, fait appel au Suisse Joseph Siffert ex-March.
- Décevante en 1970, Matra a également fait son marché chez March en recrutant le rapide pilote néo-zélandais Chris Amon pour faire équipe avec Jean-Pierre Beltoise tandis que Henri Pescarolo n'a pas été conservé.
- En prenant sa retraite de pilote, Jack Brabham a également cédé la totalité des parts de son écurie à son associé Ron Tauranac. Brabham a recruté le jeune Australien Tim Schenken ainsi que le vétéran Graham Hill.
- Continuité chez McLaren où l'écurie a survécu à la mort tragique de son fondateur Bruce McLaren. Le fidèle Denny Hulme reste présent, épaulé comme fin 1970 par le Britannique Peter Gethin.

Liste complète des écuries et pilotes ayant couru dans le championnat 1971 de Formule 1 organisé par la FIA.
| Écurie                                                         | Constructeur  | Châssis     | Moteur                                                 | Pneus | Pilotes              | Courses         |
| -------------------------------------------------------------- | ------------- | ----------- | ------------------------------------------------------ | ----- | -------------------- | --------------- |
| Gold Leaf Team Lotus World Wide Racing                         | Lotus         | 72C 72D 56B | Ford Cosworth DFV 3.0 V8 Pratt & Whitney STN76 Turbine | F     | Emerson Fittipaldi   | 1-3, 5-11       |
| Gold Leaf Team Lotus World Wide Racing                         | Lotus         | 72C 72D 56B | Ford Cosworth DFV 3.0 V8 Pratt & Whitney STN76 Turbine | F     | Reine Wisell         | 1-8, 10-11      |
| Gold Leaf Team Lotus World Wide Racing                         | Lotus         | 72C 72D 56B | Ford Cosworth DFV 3.0 V8 Pratt & Whitney STN76 Turbine | F     | David Walker         | 4               |
| Gold Leaf Team Lotus World Wide Racing                         | Lotus         | 72C 72D 56B | Ford Cosworth DFV 3.0 V8 Pratt & Whitney STN76 Turbine | F     | Dave Charlton        | 6               |
| Scuderia Ferrari SpA SEFAC                                     | Ferrari       | 312B 312 B2 | Ferrari 001 3.0 Flat-12 Ferrari 001/1 3.0 Flat-12      | F     | Jacky Ickx           | Toutes          |
| Scuderia Ferrari SpA SEFAC                                     | Ferrari       | 312B 312 B2 | Ferrari 001 3.0 Flat-12 Ferrari 001/1 3.0 Flat-12      | F     | Clay Regazzoni       | Toutes          |
| Scuderia Ferrari SpA SEFAC                                     | Ferrari       | 312B 312 B2 | Ferrari 001 3.0 Flat-12 Ferrari 001/1 3.0 Flat-12      | F     | Mario Andretti       | 1-4, 7, 10-11   |
| STP March Racing Team                                          | March         | 711         | Ford Cosworth DFV 3.0 V8 Alfa Romeo T33 3.0 V8         | F     | Ronnie Peterson      | Toutes          |
| STP March Racing Team                                          | March         | 711         | Ford Cosworth DFV 3.0 V8 Alfa Romeo T33 3.0 V8         | F     | Andrea de Adamich    | 1-2, 5-7, 9, 11 |
| STP March Racing Team                                          | March         | 711         | Ford Cosworth DFV 3.0 V8 Alfa Romeo T33 3.0 V8         | F     | Alex Soler-Roig      | 1-5             |
| STP March Racing Team                                          | March         | 711         | Ford Cosworth DFV 3.0 V8 Alfa Romeo T33 3.0 V8         | F     | Nanni Galli          | 3-11            |
| STP March Racing Team                                          | March         | 711         | Ford Cosworth DFV 3.0 V8 Alfa Romeo T33 3.0 V8         | F     | Niki Lauda           | 8               |
| STP March Racing Team                                          | March         | 711         | Ford Cosworth DFV 3.0 V8 Alfa Romeo T33 3.0 V8         | F     | Mike Beuttler        | 10              |
| Elf Team Tyrrell                                               | Tyrrell       | 001 002 003 | Ford Cosworth DFV 3.0 V8                               | G     | Jackie Stewart       | Toutes          |
| Elf Team Tyrrell                                               | Tyrrell       | 001 002 003 | Ford Cosworth DFV 3.0 V8                               | G     | François Cevert      | Toutes          |
| Elf Team Tyrrell                                               | Tyrrell       | 001 002 003 | Ford Cosworth DFV 3.0 V8                               | G     | Peter Revson         | 11              |
| Bruce McLaren Motor Racing                                     | McLaren       | M19A M14A   | Ford Cosworth DFV 3.0 V8                               | G     | Denny Hulme          | 1-8, 10-11      |
| Bruce McLaren Motor Racing                                     | McLaren       | M19A M14A   | Ford Cosworth DFV 3.0 V8                               | G     | Peter Gethin         | 1-7             |
| Bruce McLaren Motor Racing                                     | McLaren       | M19A M14A   | Ford Cosworth DFV 3.0 V8                               | G     | Jackie Oliver        | 6, 8-9          |
| Motor Racing Developments Ltd                                  | Brabham       | BT33 BT34   | Ford Cosworth DFV 3.0 V8                               | G     | Graham Hill          | Toutes          |
| Motor Racing Developments Ltd                                  | Brabham       | BT33 BT34   | Ford Cosworth DFV 3.0 V8                               | G     | Dave Charlton        | 1               |
| Motor Racing Developments Ltd                                  | Brabham       | BT33 BT34   | Ford Cosworth DFV 3.0 V8                               | G     | Tim Schenken         | 2-11            |
| Yardley Team BRM                                               | BRM           | P160 P153   | BRM P142 3.0 V12                                       | F     | Pedro Rodríguez      | 1-5             |
| Yardley Team BRM                                               | BRM           | P160 P153   | BRM P142 3.0 V12                                       | F     | Joseph Siffert       | Toutes          |
| Yardley Team BRM                                               | BRM           | P160 P153   | BRM P142 3.0 V12                                       | F     | Howden Ganley        | Toutes          |
| Yardley Team BRM                                               | BRM           | P160 P153   | BRM P142 3.0 V12                                       | F     | Vic Elford           | 7               |
| Yardley Team BRM                                               | BRM           | P160 P153   | BRM P142 3.0 V12                                       | F     | Helmut Marko         | 8-11            |
| Yardley Team BRM                                               | BRM           | P160 P153   | BRM P142 3.0 V12                                       | F     | Peter Gethin         | 8-11            |
| Yardley Team BRM                                               | BRM           | P160 P153   | BRM P142 3.0 V12                                       | F     | George Eaton         | 10              |
| Yardley Team BRM                                               | BRM           | P160 P153   | BRM P142 3.0 V12                                       | F     | John Cannon          | 11              |
| Équipe Matra Sports                                            | Matra         | MS120B      | Matra MS71 3.0 V12                                     | G     | Chris Amon           | 1-7, 9-11       |
| Équipe Matra Sports                                            | Matra         | MS120B      | Matra MS71 3.0 V12                                     | G     | Jean-Pierre Beltoise | 2-6, 10-11      |
| Brooke Bond Oxo Team Surtees Auto Motor und Sport Team Surtees | Surtees       | TS9 TS7     | Ford Cosworth DFV 3.0 V8                               | F     | John Surtees         | Toutes          |
| Brooke Bond Oxo Team Surtees Auto Motor und Sport Team Surtees | Surtees       | TS9 TS7     | Ford Cosworth DFV 3.0 V8                               | F     | Rolf Stommelen       | 1-10            |
| Brooke Bond Oxo Team Surtees Auto Motor und Sport Team Surtees | Surtees       | TS9 TS7     | Ford Cosworth DFV 3.0 V8                               | F     | Brian Redman         | 1               |
| Brooke Bond Oxo Team Surtees Auto Motor und Sport Team Surtees | Surtees       | TS9 TS7     | Ford Cosworth DFV 3.0 V8                               | F     | Derek Bell           | 6               |
| Brooke Bond Oxo Team Surtees Auto Motor und Sport Team Surtees | Surtees       | TS9 TS7     | Ford Cosworth DFV 3.0 V8                               | F     | Mike Hailwood        | 9, 11           |
| Brooke Bond Oxo Team Surtees Auto Motor und Sport Team Surtees | Surtees       | TS9 TS7     | Ford Cosworth DFV 3.0 V8                               | F     | Sam Posey            | 11              |
| Brooke Bond Oxo Team Surtees Auto Motor und Sport Team Surtees | Surtees       | TS9 TS7     | Ford Cosworth DFV 3.0 V8                               | F     | Gijs van Lennep      | 11              |
| Frank Williams Racing Cars                                     | March         | 701 711     | Ford Cosworth DFV 3.0 V8                               | F     | Henri Pescarolo      | Toutes          |
| Frank Williams Racing Cars                                     | March         | 701 711     | Ford Cosworth DFV 3.0 V8                               | F     | Max Jean             | 5               |
| Ecurie Bonnier                                                 | McLaren       | M7C         | Ford Cosworth DFV 3.0 V8                               | G     | Joakim Bonnier       | 1, 7-9, 11      |
| Ecurie Bonnier                                                 | McLaren       | M7C         | Ford Cosworth DFV 3.0 V8                               | G     | Helmut Marko         | 7               |
| Team Gunston                                                   | March Brabham | 701 BT26A   | Ford Cosworth DFV 3.0 V8                               | G     | John Love            | 1               |
| Team Gunston                                                   | March Brabham | 701 BT26A   | Ford Cosworth DFV 3.0 V8                               | G     | Jackie Pretorius     | 1               |
| Gene Mason Racing                                              | March         | 711         | Ford Cosworth DFV 3.0 V8                               | F     | Skip Barber          | 3-4, 10-11      |
| Stichting Autoraces Nederland                                  | Surtees       | TS7         | Ford Cosworth DFV 3.0 V8                               | F     | Gijs van Lennep      | 4               |
| Jo Siffert Automobiles                                         | March         | 701         | Ford Cosworth DFV 3.0 V8                               | F     | François Mazet       | 5               |
| Clarke-Mordaunt-Guthrie Racing                                 | March         | 701 711     | Ford Cosworth DFV 3.0 V8                               | F     | Mike Beuttler        | 6-9             |
| Shell Arnold Team                                              | March         | 701         | Ford Cosworth DFV 3.0 V8                               | F     | Jean-Pierre Jarier   | 9               |
| Jolly Club Switzerland                                         | Bellasi       | F1 70       | Ford Cosworth DFV 3.0 V8                               | G     | Silvio Moser         | 9               |
| Penske-White Racing                                            | McLaren       | M19A        | Ford Cosworth DFV 3.0 V8                               | G     | Mark Donohue         | 10-11           |
| Penske-White Racing                                            | McLaren       | M19A        | Ford Cosworth DFV 3.0 V8                               | G     | David Hobbs          | 11              |
| Ecurie Evergreen                                               | Brabham       | BT33        | Ford Cosworth DFV 3.0 V8                               | G     | Chris Craft          | 10-11           |
| Pete Lovely Volkswagen Inc.                                    | Lotus         | 69          | Ford Cosworth DFV 3.0 V8                               | F     | Pete Lovely          | 10-11           |

## Résumé du championnat du monde 1971
Comme pressenti, les Ferrari brillent dès l'ouverture de la saison en Afrique du Sud mais alors qu'on attendait Jacky Ickx ou Clay Regazzoni c'est Mario Andretti, troisième pilote de l'écurie italienne, qui s'offre son premier succès en championnat du monde après avoir profité des ennuis de Denny Hulme (McLaren-Ford) qui termine finalement sixième à un tour. 
En Espagne, Ickx est en pole position mais se fait rapidement déborder par Jackie Stewart qui signe la première victoire d'une Tyrrell Racing. En récidivant à Monaco au terme d'une implacable domination, Stewart prend le large au championnat. La réplique de Ickx intervient à Zandvoort sous la pluie : il met à profit la progressivité de son V12 pour décrocher sa première victoire de la saison et revenir à cinq points de Stewart au championnat. Les espoirs du pilote belge sont rapidement douchés lorsque Stewart signe trois succès consécutifs au cœur de l'été. Ces victoires doivent autant à la supériorité du pilote écossais qu'à celle de sa monture comme le prouvent dans les deux deuxièmes places de son coéquipier François Cevert. 
En Autriche, sur le rapide tracé de l'Österreichring, Joseph Siffert s'impose au terme d'une course parfaitement maîtrisée où il réalise le grand chelem (pole, meilleur tour en course, victoire en ayant mené de bout en bout). Contraint à l'abandon, Stewart est sacré champion du monde des pilotes puisque avec trois épreuves encore à disputer, il compte 32 points d'avance sur son dauphin Jacky Ickx. 
Sans enjeu, le Grand Prix d'Italie n'en rentre pas moins dans l'histoire. Au terme d'un longue course d'aspiration en peloton, Peter Gethin s'impose  pour un centième de seconde devant Ronnie Peterson. Cevert complète le podium à 9 centièmes, devant Mike Hailwood à 18 centièmes et Howden Ganley, cinquième à 61 centièmes de seconde : c'est l'arrivée la plus serrée de l'histoire de la Formule 1. Peter Gethin, limogé quelques semaines plus tôt par McLaren pour manque de résultats s'impose au volant d'une BRM, équipe où il remplace Pedro Rodríguez décédé dans une épreuve d'Endurance. 
Au Canada, Stewart renoue avec le succès tandis que François Cevert parachève la domination Tyrrell en signant à Watkins Glen, à l'occasion de l'ultime manche de la saison, la première victoire d'un pilote français en Formule 1 depuis Maurice Trintignant au Grand Prix de Monaco 1958.

## Grands Prix de la saison 1971
Initialement prévu le 6 juin, le Grand Prix de Belgique, à Spa-Francorchamps, est annulé.
| no  | Date         | Grand Prix                    | Lieu           | Vainqueur       | Écurie       | Pole position  | Record du tour  | Résumé |
| --- | ------------ | ----------------------------- | -------------- | --------------- | ------------ | -------------- | --------------- | ------ |
| 198 | 6 mars       | Grand Prix d'Afrique du Sud   | Kyalami        | Mario Andretti  | Ferrari      | Jackie Stewart | Mario Andretti  | Résumé |
| 199 | 18 avril     | Grand Prix d'Espagne          | Montjuïc       | Jackie Stewart  | Tyrrell-Ford | Jacky Ickx     | Jacky Ickx      | Résumé |
| 200 | 23 mai       | Grand Prix de Monaco          | Monaco         | Jackie Stewart  | Tyrrell-Ford | Jackie Stewart | Jackie Stewart  | Résumé |
| 201 | 20 juin      | Grand Prix des Pays-Bas       | Zandvoort      | Jacky Ickx      | Ferrari      | Jacky Ickx     | Jacky Ickx      | Résumé |
| 202 | 4 juillet    | Grand Prix de France          | Le Castellet   | Jackie Stewart  | Tyrrell-Ford | Jackie Stewart | Jackie Stewart  | Résumé |
| 203 | 17 juillet   | Grand Prix de Grande-Bretagne | Silverstone    | Jackie Stewart  | Tyrrell-Ford | Clay Regazzoni | Jackie Stewart  | Résumé |
| 204 | 1er août     | Grand Prix d'Allemagne        | Nürburgring    | Jackie Stewart  | Tyrrell-Ford | Jackie Stewart | François Cevert | Résumé |
| 205 | 15 août      | Grand Prix d'Autriche         | Österreichring | Jo Siffert      | BRM          | Jo Siffert     | Jo Siffert      | Résumé |
| 206 | 5 septembre  | Grand Prix d'Italie           | Monza          | Peter Gethin    | BRM          | Chris Amon     | Henri Pescarolo | Résumé |
| 207 | 19 septembre | Grand Prix du Canada          | Mosport        | Jackie Stewart  | Tyrrell-Ford | Jackie Stewart | Denny Hulme     | Résumé |
| 208 | 3 octobre    | Grand Prix des États-Unis     | Watkins Glen   | François Cevert | Tyrrell-Ford | Jackie Stewart | Jacky Ickx      | Résumé |

| Date       | Grand Prix                                           | Lieu                   | Vainqueur       | Écurie       | Pole position  | Record du tour     | Résumé  |
| ---------- | ---------------------------------------------------- | ---------------------- | --------------- | ------------ | -------------- | ------------------ | ------- |
| 24 janvier | VIII Gran Premio de la Republica Argentina           | Buenos Aires           | Chris Amon      | Matra-Ford   | Rolf Stommelen | Chris Amon         | Rrésumé |
| 21 mars    | VI Champion Spark Plugs/Daily Mail Race of Champions | Brands Hatch           | Clay Regazzoni  | Ferrari      | Jackie Stewart | Graham Hill        | Résumé  |
| 28 mars    | Questor Grand Prix                                   | Ontario Motor Speedway | Mario Andretti  | Ferrari      | Mario Andretti | Pedro Rodríguez    | Résumé  |
| 9 avril    | Rothmans/Daily Express International Spring Trophy   | Oulton Park            | Pedro Rodríguez | BRM          | Jackie Stewart | Pedro Rodríguez    | Résumé  |
| 26 avril   | XXIII GEN/Daily Express BRDC International Trophy    | Silverstone            | Graham Hill     | Brabham-Ford | Chris Amon     | Jackie Stewart     | Résumé  |
| 13 juin    | Jochen Rindt Gedachtnisrennen Trophy                 | Hockenheim             | Jacky Ickx      | Ferrari      | Jacky Ickx     | Jacky Ickx         | Résumé  |
| 22 août    | XVIII International Gold Cup                         | Oulton Park            | John Surtees    | Surtees-Ford | Peter Gethin   | John Surtees       | Résumé  |
| 24 octobre | I Victory Race                                       | Brands Hatch           | Peter Gethin    | BRM          | Joseph Siffert | Emerson Fittipaldi | Résumé  |

## Classement des pilotes
| Classement | Pilote               | Pays             | Voiture      | Nombre de points |
| ---------- | -------------------- | ---------------- | ------------ | ---------------- |
| 1er        | Jackie Stewart       | Royaume-Uni      | Tyrrell-Ford | 62               |
| 2e         | Ronnie Peterson      | Suède            | March-Ford   | 33               |
| 3e         | François Cevert      | France           | Tyrrell-Ford | 26               |
| 4e         | Jacky Ickx           | Belgique         | Ferrari      | 19               |
| 5e         | Joseph Siffert       | Suisse           | BRM          | 19               |
| 6e         | Emerson Fittipaldi   | Brésil           | Lotus-Ford   | 16               |
| 7e         | Clay Regazzoni       | Suisse           | Ferrari      | 13               |
| 8e         | Mario Andretti       | États-Unis       | Ferrari      | 12               |
| 9e         | Peter Gethin         | Royaume-Uni      | BRM          | 9                |
| 10e        | Pedro Rodríguez      | Mexique          | BRM          | 9                |
| 11e        | Chris Amon           | Nouvelle-Zélande | Matra        | 9                |
| 12e        | Reine Wisell         | Suède            | Lotus-Ford   | 9                |
| 13e        | Denny Hulme          | Nouvelle-Zélande | McLaren-Ford | 9                |
| 14e        | Tim Schenken         | Australie        | Brabham-Ford | 5                |
| 15e        | Howden Ganley        | Nouvelle-Zélande | BRM          | 5                |
| 16e        | Mark Donohue         | États-Unis       | McLaren-Ford | 4                |
| 17e        | Henri Pescarolo      | France           | March-Ford   | 4                |
| 18e        | Mike Hailwood        | Royaume-Uni      | Surtees-Ford | 3                |
| 19e        | John Surtees         | Royaume-Uni      | Surtees-Ford | 3                |
| 20e        | Rolf Stommelen       | Allemagne        | Surtees-Ford | 3                |
| 21e        | Graham Hill          | Royaume-Uni      | Brabham-Ford | 2                |
| 22e        | Jean-Pierre Beltoise | France           | Matra        | 1                |

## Classement des constructeurs
| Classement | Pays        | Voiture      | Nombre de points |
| ---------- | ----------- | ------------ | ---------------- |
| 1er        | Royaume-Uni | Tyrrell-Ford | 73               |
| 2e         | Royaume-Uni | BRM          | 36               |
| 3e         | Italie      | Ferrari      | 33               |
| 4e         | Royaume-Uni | March-Ford   | 33 (34)          |
| 5e         | Royaume-Uni | Lotus-Ford   | 21               |
| 6e         | Royaume-Uni | McLaren-Ford | 10               |
| 7e         | France      | Matra        | 9                |
| 8e         | Royaume-Uni | Surtees-Ford | 8                |
| 9e         | Royaume-Uni | Brabham-Ford | 5                |